# Buironfosse
Buironfosse är en kommun i departementet Aisne i regionen Hauts-de-France i norra Frankrike. Kommunen ligger  i kantonen La Capelle som ligger i arrondissementet Vervins. År 2022 hade Buironfosse 1 125 invånare.

## Befolkningsutveckling
Antalet invånare i kommunen Buironfosse
Referens: INSEE